# Büßfeld
Büßfeld ist ein Stadtteil von Homberg (Ohm) im mittelhessischen Vogelsbergkreis.

## Geographie
Büßfeld liegt ca. vier Kilometer südlich des Stadtzentrums. Die Nachbarorte sind die Kernstadt selbst, Bleidenrod, Schadenbach und das zur Gemeinde Mücke gehörende Bernsfeld. Durch den Ort fließt der Krebsbach, der bei Bernsfeld entspringt in Richtung Norden über Büßfeld nach Homberg (Ohm) fließt. Auf dem Abschnitt zwischen Bernsfeld und Büßfeld wird er in manchen Karten als Pferdsbach bezeichnet. Kurz vor Homberg (Ohm) mündet der Krebsbach dann in die Ohm.
Seit der Festlegung auf einen internationalen Nullmeridian im Jahre 1884 liegt Büßfeld genau auf dem 9. Längengrad östlich von Greenwich. Er trifft dabei im Ort auf zwei Gebäude. Die Nachbarorte auf diesem Meridian sind im Norden Homberg (Ohm) und im Süden die Stadt Laubach im Landkreis Gießen.

## Ortsgeschichte

### Mittelalter
Die Ersterwähnung von Büßfeld erfolgte 1248 oder 1249 in einem Kopiar:  Bubensvelt III Schilling, welches die Einkünfte des Mainzer Erzbischofs verzeichnete.
„Bubelsfelde“ wird der Ort in einem Kopiar um 1300 genannt.
1328 schenkte der Priester Hermann von Ofleiden, der den neu gestifteten Elisabethenaltar in der Burg Homberg u. a. fünf Huben zu Büßfeld. In der Forschung wird demnach Hermann von Ofleiden als größter bzw. einziger Grundbesitzer im Ort angesehen. Der Besitz war wohl ein Herrenhof mit vier Bauernstellen. Die Ortsangabe „in villa dicta Bubilsfelda“ (im Dorf „Bubilsfelda“ bzw. „in villa Bubilsfelden“) nennt erstmals die Siedlungsform Dorf.
Zwei Einträge in einem Salbuch von 1587 nennen den Ort „Büsfelden“ und „Busfeldt“.
Der Ortsname Büßfeld lässt sich auf den Rufnamen „Buobili“ beziehen, womit einer oder der Ortsgründer gemeint sein dürfte.

## Neuzeit
Die Statistisch-topographisch-historische Beschreibung des Großherzogthums Hessen berichtet 1830 über Büßfeld:

„Büßfeld (L. Bez. Kirtorf)0 evangel. Filialdorf; liegt 3 St. von Kirtorf, hat 44 Häuser und 236 Einw., die bis auf 1 Kath. evangelisch sind. Man findet 1 Kirche, 1 Schulhaus und 1 Mahl- und Oelmühle. – In frühern Zeiten kommt der Ort unter dem Namen Bubelsfelde vor.“

Hessische Gebietsreform (1970–1977)
Zum 1. Oktober 1971 wurde die bis dahin selbständige Gemeinde Büßfeld im Zuge der Gebietsreform in Hessen zeitgleich mit zehn weiteren Gemeinden auf freiwilliger Basis als Stadtteil in die Stadt Homberg (Ohm) – damals noch mit dem Namen Homberg (Kreis Alsfeld) – eingegliedert.
Für alle durch die Gebietsreform nach Homberg eingegliederten Gemeinden und die Kernstadt wurden Ortsbezirke mit Ortsbeirat und Ortsvorsteher nach der Hessischen Gemeindeordnung gebildet.

### Verwaltungsgeschichte im Überblick
Die folgende Liste zeigt die Staaten und Verwaltungseinheiten, denen Büßfeld angehört(e):
- vor 1567: Heiliges Römisches Reich, Landgrafschaft Hessen, Amt Homberg an der Ohm
- ab 1567: Heiliges Römisches Reich, Landgrafschaft Hessen-Marburg, Amt Homberg an der Ohm[16]
- 1604–1648: Heiliges Römisches Reich, strittig zwischen Landgrafschaft Hessen-Darmstadt und Landgrafschaft Hessen-Kassel (Hessenkrieg)
- ab 1604: Heiliges Römisches Reich, Landgrafschaft Hessen-Darmstadt, Oberfürstentum Hessen, Amt Homberg an der Ohm[17]
- ab 1806: Großherzogtum Hessen,[Anm. 2] Fürstentum Oberhessen, Amt Homberg an der Ohm[18]
- ab 1815: Großherzogtum Hessen[Anm. 3], Provinz Oberhessen, Amt Homberg an der Ohm[19]
- ab 1821: Großherzogtum Hessen, Provinz Oberhessen, Landratsbezirk Kirtorf[20][Anm. 4]
- ab 1832: Großherzogtum Hessen, Provinz Oberhessen, Kreis Alsfeld
- ab 1848: Großherzogtum Hessen, Regierungsbezirk Alsfeld
- ab 1852: Großherzogtum Hessen, Provinz Oberhessen, Kreis Alsfeld
- ab 1867: Norddeutscher Bund[Anm. 5], Großherzogtum Hessen, Provinz Oberhessen, Kreis Alsfeld
- ab 1871: Deutsches Reich, Großherzogtum Hessen, Provinz Oberhessen, Kreis Alsfeld
- ab 1918: Deutsches Reich (Weimarer Republik), Volksstaat Hessen, Provinz Oberhessen, Kreis Alsfeld
- ab 1938: Deutsches Reich, Volksstaat Hessen, Landkreis Alsfeld[21][Anm. 6]
- ab 1945: Amerikanische Besatzungszone,[Anm. 7] Groß-Hessen, Regierungsbezirk Darmstadt, Landkreis Alsfeld
- ab 1946: Amerikanische Besatzungszone, Land Hessen, Regierungsbezirk Darmstadt, Landkreis Alsfeld
- ab 1949: Bundesrepublik Deutschland, Land Hessen, Regierungsbezirk Darmstadt, Landkreis Alsfeld
- ab 1971: Bundesrepublik Deutschland, Land Hessen, Regierungsbezirk Darmstadt, Landkreis Alsfeld, Stadt Homberg (Ohm)[Anm. 8]
- ab 1972: Bundesrepublik Deutschland, Land Hessen, Regierungsbezirk Darmstadt, Vogelsbergkreis, Stadt Homberg (Ohm)
- ab 1981: Bundesrepublik Deutschland, Land Hessen, Regierungsbezirk Gießen, Vogelsbergkreis, Stadt Homberg (Ohm)

### Gerichte seit 1803
In der Landgrafschaft Hessen-Darmstadt wurde mit Ausführungsverordnung vom 9. Dezember 1803 das Gerichtswesen neu organisiert. Für die Provinz Oberhessen wurde das Hofgericht Gießen als Gericht der zweiten Instanz eingerichtet. Die Rechtsprechung der ersten Instanz wurde durch die Ämter bzw. Standesherren vorgenommen und somit war für Büßfeld das „Amt Homberg an der Ohm“ zuständig.
Das Hofgericht war für normale bürgerliche Streitsachen Gericht der zweiten Instanz, für standesherrliche Familienrechtssachen und Kriminalfälle die erste Instanz. Übergeordnet war das Oberappellationsgericht Darmstadt.
Mit der Gründung des Großherzogtums Hessen 1806 wurde diese Funktion beibehalten, während die Aufgaben der ersten Instanz 1821 im Rahmen der Trennung von Rechtsprechung und Verwaltung auf die neu geschaffenen Landgerichte übergingen. „Landgericht Homberg an der Ohm“ war daher von 1821 bis 1879 die Bezeichnung für das erstinstanzliche Gericht in Homberg an der Ohm, das für Büßfeld zuständig war.
Anlässlich der Einführung des Gerichtsverfassungsgesetzes mit Wirkung vom 1. Oktober 1879, infolge derer die bisherigen großherzoglich hessischen Landgerichte durch Amtsgerichte an gleicher Stelle ersetzt wurden, während die neu geschaffenen Landgerichte nun als Obergerichte fungierten, kam es zur Umbenennung in „Amtsgericht Homberg an der Ohm“ und Zuteilung zum Bezirk des Landgerichts Gießen. Am 15. Juni 1943 wurde das Gericht zur Zweigstelle des Amtsgerichtes Alsfeld, aber bereits wieder mit Wirkung vom 1. Juni 1948 in ein Vollgericht umgewandelt. Am 1. Juli 1968 erfolgte die Auflösung des Amtsgerichts Homberg und Büßfeld wurde dem Bereich des Amtsgerichts Kirchhain zugeteilt.
1973 wechselte die Stadt Homberg an der Ohm und mit ihr Büßfeld in den Zuständigkeitsbereich des Amtsgerichts Alsfeld.
In übergeordneten Instanzen sind jetzt das Landgericht Gießen, das Oberlandesgericht Frankfurt am Main sowie der Bundesgerichtshof als letzte Instanz.

### Einwohnerentwicklung
| • 1577: | 23 Hausgesesse mit sechs Wagen.    |
| • 1791: | 180 Einwohner                      |
| • 1800: | 195 Einwohner                      |
| • 1806: | 198 Einwohner, 41 Häuser           |
| • 1829: | 236 Einwohner, 44 Häuser           |
| • 1867: | 250 Einwohner, 39 bewohnte Gebäude |
| • 1875: | 238 Einwohner, 40 bewohnte Gebäude |

Quelle: Historisches Ortslexikon
| Büßfeld: Einwohnerzahlen von 1791 bis 2019 | Büßfeld: Einwohnerzahlen von 1791 bis 2019 | Büßfeld: Einwohnerzahlen von 1791 bis 2019 | Büßfeld: Einwohnerzahlen von 1791 bis 2019 | Büßfeld: Einwohnerzahlen von 1791 bis 2019 |
| --- | ------------------------------------------ | ------------------------------------------ | ------------------------------------------ | ------------------------------------------ |
| Jahr |                                            |                                            |                                            | Einwohner                                  |
| 1791 | 1791                                       |                                            | 180                                        | 180                                        |
| 1800 | 1800                                       |                                            | 195                                        | 195                                        |
| 1806 | 1806                                       |                                            | 198                                        | 198                                        |
| 1829 | 1829                                       |                                            | 236                                        | 236                                        |
| 1834 | 1834                                       |                                            | 214                                        | 214                                        |
| 1840 | 1840                                       |                                            | 225                                        | 225                                        |
| 1846 | 1846                                       |                                            | 243                                        | 243                                        |
| 1852 | 1852                                       |                                            | 245                                        | 245                                        |
| 1858 | 1858                                       |                                            | 244                                        | 244                                        |
| 1864 | 1864                                       |                                            | 241                                        | 241                                        |
| 1871 | 1871                                       |                                            | 241                                        | 241                                        |
| 1875 | 1875                                       |                                            | 238                                        | 238                                        |
| 1885 | 1885                                       |                                            | 256                                        | 256                                        |
| 1895 | 1895                                       |                                            | 236                                        | 236                                        |
| 1905 | 1905                                       |                                            | 223                                        | 223                                        |
| 1910 | 1910                                       |                                            | 226                                        | 226                                        |
| 1925 | 1925                                       |                                            | 232                                        | 232                                        |
| 1939 | 1939                                       |                                            | 216                                        | 216                                        |
| 1946 | 1946                                       |                                            | 308                                        | 308                                        |
| 1950 | 1950                                       |                                            | 313                                        | 313                                        |
| 1956 | 1956                                       |                                            | 269                                        | 269                                        |
| 1961 | 1961                                       |                                            | 246                                        | 246                                        |
| 1967 | 1967                                       |                                            | 234                                        | 234                                        |
| 1980 | 1980                                       |                                            | ?                                          | ?                                          |
| 1990 | 1990                                       |                                            | ?                                          | ?                                          |
| 2000 | 2000                                       |                                            | ?                                          | ?                                          |
| 2011 | 2011                                       |                                            | 276                                        | 276                                        |
| 2015 | 2015                                       |                                            | 277                                        | 277                                        |
| 2019 | 2019                                       |                                            | 276                                        | 276                                        |
| Datenquelle: Historisches Gemeindeverzeichnis für Hessen: Die Bevölkerung der Gemeinden 1834 bis 1967. Wiesbaden: Hessisches Statistisches Landesamt, 1968. Weitere Quellen: LAGIS; Stadt Homburg (Ohm); Zensus 2011 |                                            |                                            |                                            |                                            |

### Religionszugehörigkeit
| • 1829: | 236 evangelische (= 99,58 %), ein katholischer Einwohner           |
| • 1961: | 217 evangelische (= 88,21 %), 27 katholische (= 10,98 %) Einwohner |

## Sehenswürdigkeiten

### Bauwerke
Sehenswert ist die Fachwerkkirche von 1700.

### Naturdenkmal Saueiche
⊙

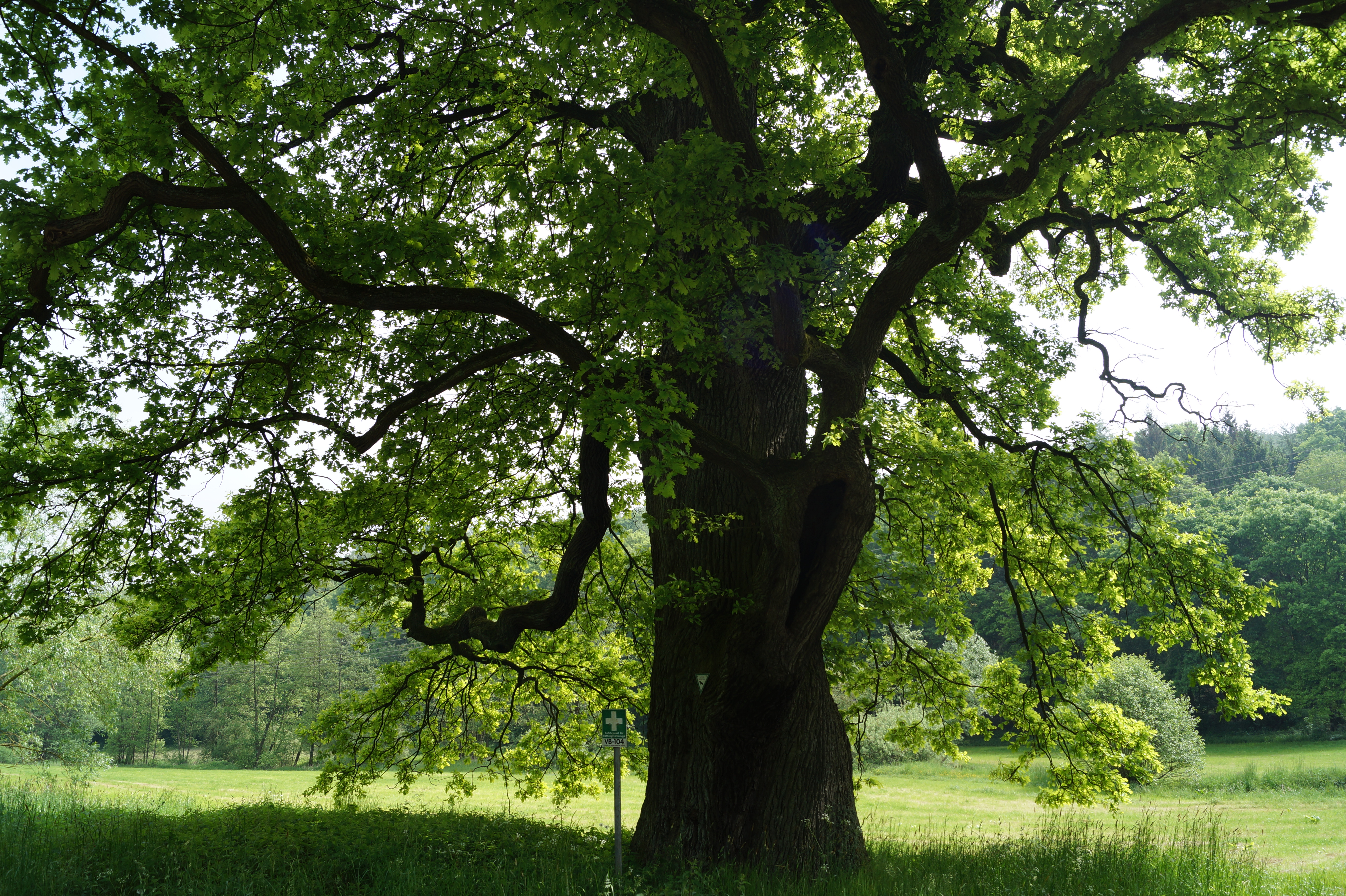
Die Saueiche

Die Saueiche steht bei der Neumühle, an der Straße zwischen Büßfeld und Homberg, im Talgrund des Krebsbaches direkt am Straßenrand. Das Alter der als Naturdenkmal ausgewiesenen Stieleiche wird nach Schätzungen mit 300 bis 500 Jahren angegeben. Im April 2014 hatte ihr mächtiger, hochaufragender Stamm einen gemessenen Umfang von 6,82 m. Die Höhe des Baumes wurde damals mit 24 m ermittelt. Bei einer erneuten Messung im März 2020 war der Stammumfang auf 7,02 m angewachsen. Die Eiche gewinnt also pro Jahr über drei Zentimeter an Umfang, was ein unvermindert schnelles Wachstum des Baumveterans bedeutet und ihm eine anhaltend hohe Vitalität bescheinigt.

## Wirtschaft und Infrastruktur

### Verkehr
Der Ort liegt an der L3072 (in Büßfeld als Gießener Straße geführt), die von Grünberg kommend nach Kirtorf führt. Die Anschlussstelle Homberg (Ohm) (Bundesautobahn 5) liegt etwa 7 Kilometer südlich von Büßfeld.

### Ansässige Unternehmen
Im Ort ist die S+R Unternehmensgruppe ansässig. Zu ihr gehören die 1978 gegründete Muttergesellschaft S+R Maschinenbau GmbH, sowie deren Tochterunternehmen die S+R automation systems GmbH, die P+L Produktion und Logistik GmbH, der Haushaltswarenhersteller VEMMiNA Qualitätshaushaltsprodukte GmbH und die österreichische VEMMiNA Handels GmbH mit Sitz in Dornbirn. Hier befinden sich die Produktionshallen mit Logistik sowie ein Schulungszentrum.
Ein weiterer Wirtschaftszweig in Büßfeld ist die Landwirtschaft, die noch von einigen Bewohnern im Vollerwerb betrieben wird.
Im Gastgewerbe hat Büßfeld einen Landgasthof mit integriertem Hotel aufzuweisen, der sich seit sieben Generationen im Familienbesitz befindet.